# 市川清流

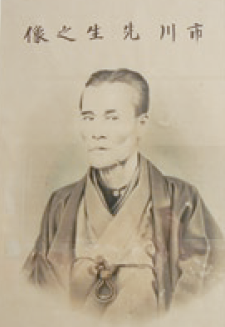
市川清流

市川 清流（いちかわ せいりゅう、文政5年〈1822年〉 - 明治12年〈1879年〉）は江戸時代から明治時代初期の官吏・漢学者・国学者。日本における近代図書館創設の功労者の一人。「博物館」という訳語の創作者。名は明治維新前は皞（あきら）、通称は渡（わたる）。

## 経歴

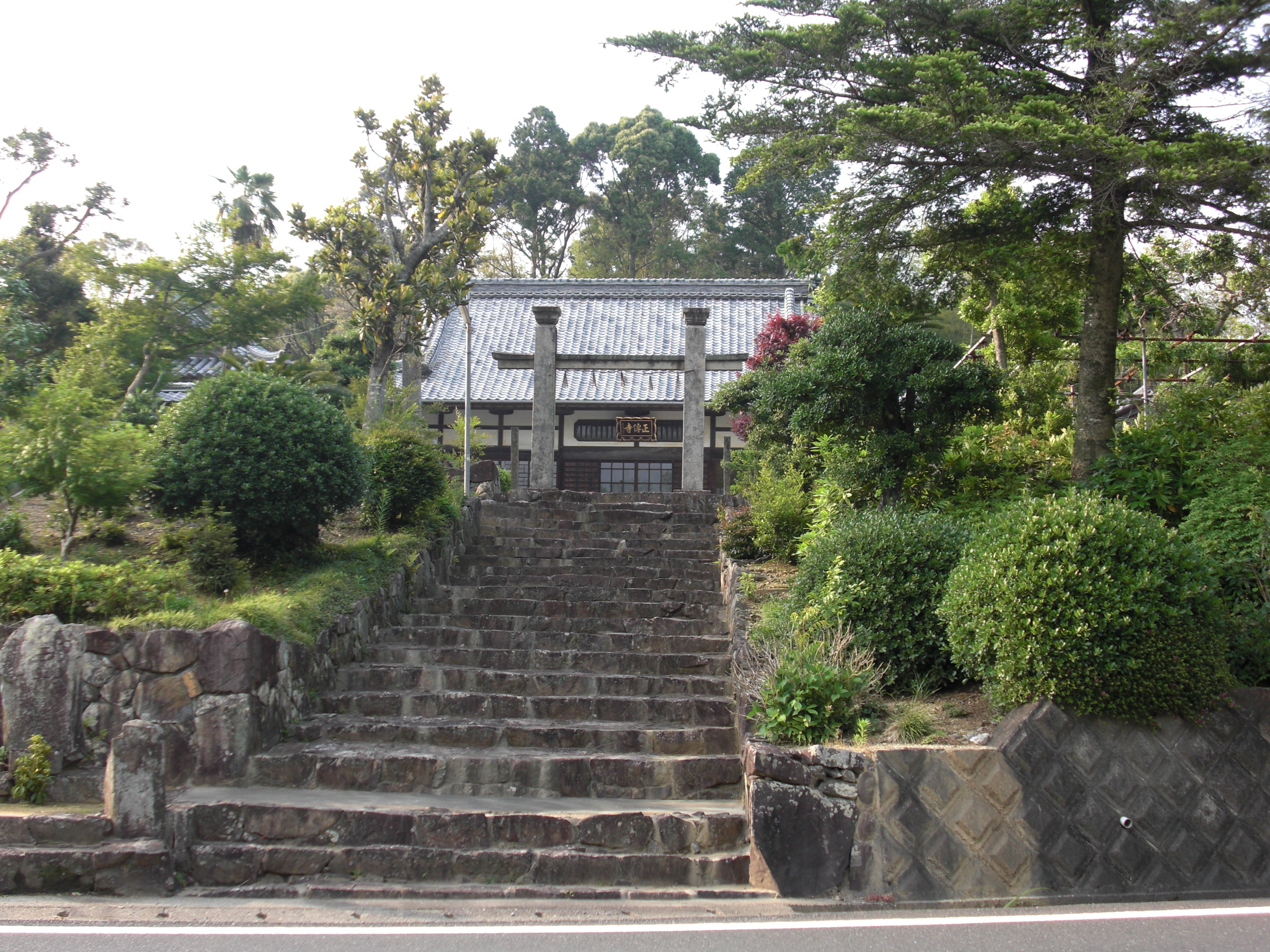
「市川清流翁碑」のある正伝寺

出生地や学問の師について拠るべき史料がないとされていた。
市川は現在の三重県志摩市磯部町山原（当時の伊勢国度会郡山原村）の出身であり、同地の正伝寺には「市川清流翁碑」が建立されている。農民の出であったが勉学して江戸に上った。国学を主に学び、書道に優れ、漢学に深い知識を持っていた。

### 外交交渉、文久遣欧使節団員
幕末の外交官である岩瀬忠震の家臣となり、安政2年（1855年）ロシア使節のエフィム・プチャーチンと交渉する忠震に随行し下田・戸田港に出張している。文久元年（1861年）に岩瀬家が断絶し主君を失った直後に、松平康直の従者として文久遣欧使節の一員となる。文久3年（1863年）の1月に帰国し、ヨーロッパでの見聞をまとめ『尾蠅欧行漫録』として公刊。この『尾蠅欧行漫録』の文久2年4月24日（1862年5月22日）の項に「今日御三使博物館ニ行カル」とあり、British Museum（大英博物館）に「博物館」という訳語を当てたのは清流が初めてであると考えられている。

### サトウ、松本幹一との出会い
イギリス公使館翻訳官だったアーネスト・サトウが清流の『尾蠅欧行漫録』を翻訳し、チャイニーズ・アンド・ジャパニーズ・レポジトリー紙に連載を始めたのは、1865年7月のことである。サトウが日本学者となることを決意したのは、この時期と考えられる。明治3年（1870年）以降、サトウは神道の研究をするにあたって、清流を公使館に招聘して皇典（国学）について教示を受けたと見られる。当時公使館に勤務していた松本幹一(晩翠)もまた清流について古典を学ぶ。清流は松本に対しウェブスター大辞典のような国語辞典が日本に必要であることを説いたという。

### 維新政府に奉職
明治2年（1869年）に、文部省の中写字生となり、翌年に大写字生に昇進。明治4年（1871年）の9月に編輯寮に移り、箕作麟祥に従い翻訳の補佐をする。

### 図書館設立の建白書
明治5年（1872年）3月頃、「書籍院建設ノ儀」について建白書を提出し、ヨーロッパ流の図書館の必要を訴えている。この建白書は文部卿・大木喬任に提出され、大木から町田久成に手渡された後、博物局から明治5年4月28日（1872年6月3日）「書籍館建設ノ伺」として文部卿に提出・決裁を受けた。この伺には市川の建議文がそのまま挿入されており、「館外貸し出しを行わない」こと、「閲覧は20歳以上に限る」ことという市川の意見がそのまま反映されている。そして書籍館が同年8月1日（1872年9月3日）に開館した。市川は開館時に「書籍受取方取扱」として書籍館に勤務した。

### 東京日日新聞入社
明治5年12月には翻訳局に移り、明治6年（1973年）秋に十等出仕に昇任した。明治8年（1875年）9月頃に翻訳局十等出仕職を辞し、同じ遣欧使節団にいた福地源一郎の招きにより『東京日日新聞』を発行する日報社に入社し、校正主任として活動した。校正業務の「煩劇に耐えかねて」か、1年後に退社。明治11年（1878年）まで著作と校訂・編纂に従事した。
明治12年（1879年）死去。

## 著作・編纂・校訂
- 大塚武松 編『尾蠅欧行漫録』日本史籍協会〈遣外使節日記纂輯 第二 (日本史籍協会叢書)〉、1929年。
- 楠家重敏 編訳『幕末欧州見聞録 －尾蠅欧行漫録』新人物往来社、1992年。
- 『史学童観抄 全8巻』従吾所好斉、1870年。
- 『姓林一枝 上』奎章閣、1871年。
- 『姓林一枝 下』奎章閣、1871年。
- 『英国単語図解 上』従吾所好斉、万屋忠蔵、和泉屋半兵衛、1872年。
- 『英国単語図解 下』従吾所好斉、万屋忠蔵、和泉屋半兵衛、1874年。
- 『標注刪修 故事必読 上』市川清流、1877年。（丘濬の著を校訂）、巻頭にサトウ（英国静山書）による題字あり
- 『標注刪修 故事必読 中』市川清流、1877年。
- 『標注刪修 故事必読 下』市川清流、1877年。
- 『三音四声字貫 全12巻』山中市兵衛、1878年。（高井思明の著を校訂）
- 『雅俗漢語訳解 上巻』（編纂）市川清流、1878年。
- 『雅俗漢語訳解 下巻』（編纂）市川清流、1878年。